# Вилкомирский, Ипполит Осипович
Ипполит Осипович Вилкомирский (1825—1890) — доктор медицины, прозектор Харьковского университета, автор «Курса физиологической анатомии человеческого тела».

## Биография
Родился в 1825 году.
Окончив медицинский факультет Императорского Харьковского университета со званием лектора 1-го отделения, был оставлен помощником ординатора в хирургической клинике. В 1847 году был удостоен звания уездного врача, а в 1848 — акушера. В 1849 году выдержал экзамен на звание доктора медицины. С 15 февраля 1850 года — прозектор анатомии.
В 1851 году представил докторскую диссертацию «De versione foetus in pedes», которая признана неудовлетворительной. В дальнейшем, 14 сентября 1854 года он защитил другую диссертацию: «De rationibus, quibus diarthroses contiguae, ob diversam earum structuram anatomicam moveantur et lixentur» и стал доктором медицины. В том же году профессор Наранович сделал представление его в адъюнкты, но оно не было утверждено министром. В 1856 году, в связи с заграничной командировкой Т. С. Иллинского, Вилкомирскому было поручено чтение курса общей анатомии. После смерти Нарановича, который также читал лекции за отсутствовавшего Иллинского, в 1858 году Вилкомирский стал преподавать всю анатомию, но отзывы о его лекциях были неблагоприятные. Чтение анатомии Вилкомирский продолжал и в 1860/1861 учебном году, — до прибытия, избранного ещё в 1860 году экстраординарным профессором, В. Д. Лямбля. При разделении в 1863 году кафедры анатомии, поскольку Лямбль переходил на вновь образованную кафедру патологической анатомии, на кафедру нормальной анатомии был объявлен в марте 1864 года конкурс, в котором кроме Вилкомирского участвовали Финкельштейн и Вагнер; последний и был избран доцентом кафедры. В это время Вилкомирский начал издание «Курса физиологической анатомии человеческого тела» (в 4-х т.; 1863—1866).
В 1866 году Вилкомирский стал инспектором врачебной управы, а в следующем году — уже в третий раз — участвовал в конкурсе на вакантную должность кафедры анатомии Казанского университета, но был забаллотирован. По выслуге (25 лет), 28 ноября 1875 года, Вилкомирскому было разрешено ещё только год оставаться в службе, после чего он был уволен с назначением пенсии и правом ношения мундира — 24 января 1874 года.
Скоропостижно умер 25 июля (6 августа) 1890 года от паралича сердца в чине статского советника. 
В год смерти появился его сочинение «Профессор Вильгельм Федорович Грубе и его факультетская хирургическая клиника в Харькове» (М.: типо-лит. т-ва И.Н. Кушнерев и К°. — 20 с.). Известны также его работы, изданные в 1868 году: «О хилопластике (chiloplastica)» и «Об овариотомии (ovariotomia)».